# Vîșenkî, Terebovlea
Vîșenkî (în ucraineană Вишеньки) este un sat în comuna Vîșnivciîk din raionul Terebovlea, regiunea Ternopil, Ucraina.

## Demografie
Componența lingvistică a localității Vîșenkî
     Ucraineană (100%)
Conform recensământului din 2001, toată populația localității Vîșenkî era vorbitoare de ucraineană (100%).